# P. Balachandran
Padmanabhan Balachandran Nair (en malabar: പി. ബാലചന്ദ്രൻ; Sasthamkotta, 2 de febrero de 1952 - Vaikom, 5 de abril de 2021) fue un escritor, dramaturgo, guionista, director y actor indio. Era conocido por su trabajo en la literatura y el cine en idioma malabar.

## Biografía
Nació el 2 de febrero de 1952, en Sasthamkotta, Kerala. Hijo de Padmanabha Pillai y Saraswati Bhai.
Balachandran es conocido por la obra Paavam Usman por la que ganó el premio Kerala Sahitya Akademi y el premio Kerala Professional Nataka en el año 1989. Ha escrito muchas películas, incluidas Ulladakkam (1991), Pavithram (1994), Agnidevan (1995), Punaradhivasam (2000) y Kammatti Paadam (2016). Su debut como director es Ivan Megharoopan (2012). También ha actuado en algunas películas, la más destacada es Trivandrum Lodge (2012).

## Vida personal
Estaba casado con Sreelatha y la pareja tuvo dos hijos, Sreekanth y Parvathy.
Balachandran falleció, a los 69 años, el 5 de abril de 2021 en su residencia de Vaikom.

## Filmografía

### Como actor
| Año                      | Título                                 | Personaje                              |
| ------------------------ | -------------------------------------- | -------------------------------------- |
| 2021                     |                                        |                                        |
| Orange Marangalude Veedu |                                        |                                        |
| Minnal Murali            | Kumaran                                |                                        |
| Kurup                    |                                        |                                        |
| One                      | Attingal Madhusoodanan, MLA Opposition |                                        |
| Operation Java           | Balachandran                           |                                        |
| 2019                     | Thakkol                                | Priest                                 |
| 2019                     | Edakkad Battalion 06                   | Mohammed Kutty                         |
| 2019                     | Varthakal Ithuvare                     | Divakaran Nair                         |
| 2019                     | Kolaambi                               | Kamal Pasha                            |
| 2019                     | Athiran                                | Keshava Kaimal                         |
| 2018                     | Eeda                                   | Sriram Bhatt                           |
| 2018                     | Oru Kaatil Oru Paykappal               |                                        |
| 2017                     | Sakhavu                                | Namboorichan                           |
| 2017                     | Vimanam                                | Priest                                 |
| 2017                     | Hadiyya                                |                                        |
| 2017                     | Melle                                  |                                        |
| 2017                     | C/O Saira Banu                         |                                        |
| 2017                     | Puthan Panam                           | Adv. M.K. Pillai                       |
| 2017                     | Samarppanam                            | Balachandran                           |
| 2016                     | Kismath                                |                                        |
| 2016                     | All of Us                              |                                        |
| 2016                     | Pa Va                                  | Father Micheal Kallayi (Kallayi Achan) |
| 2016                     | Appuram Bengal Ippuram Thiruvithamkoor | Nambeeshan                             |
| 2016                     | Kammatti Paadam                        | Krishnan's father                      |
| 2016                     | Hello Namasthe                         | Kuriachan Achayan                      |
| 2016                     | Maanasaandarapetta Yezdi               | Chethanappi                            |
| 2015                     | Charlie                                | Usman Ikka                             |
| 2015                     | Acha Dhin                              | Sir                                    |
| 2015                     | Life of Josutty                        | Jessy's Father Thomachan               |
| 2015                     | 32aam Adhyayam 23aam Vaakyam           | Doctor Noah                            |
| 2014                     | Masala Republic                        | Pattanam Balan (Balettan)              |
| 2014                     | Actually                               | Gopalakrishnan                         |
| 2014                     | John Paul Vaathil Thurakkunnu          | Paul Zacharia                          |
| 2014                     | Manglish                               | Krishna Swami                          |
| 2014                     | Angry Babies in Love                   | Madhavan                               |
| 2014                     | Law Point                              | Charlie                                |
| 2014                     | Mosayile Kuthira Meenukal              | Raviettan                              |
| 2013                     | Ginger                                 | Balakrishnan                           |
| 2013                     | Kaanchi                                | Narayanan Nair                         |
| 2013                     | Silence                                | Judge                                  |
| 2013                     | Nadan                                  | Vikraman Pilla                         |
| 2013                     | Daivathinte Swantham Cleetus           | Raphael Vadakkumthala                  |
| 2013                     | Kadal Kadannoru Mathukkutty            | Kochunni                               |
| 2013                     | Hotel California                       | Sasi Pillai                            |
| 2013                     | Thank You                              | Balettan                               |
| 2013                     | Immanuel                               | Gopinathan Nair                        |
| 2013                     | David &amp; Goliath                    | Father Gerald                          |
| 2013                     | Ithu Pathiramanal                      |                                        |
| 2013                     | Natholi Oru Cheriya Meenalla           | Dronar                                 |
| 2013                     | Annayum Rasoolum                       | Rasheed                                |
| 2012                     | Poppins                                |                                        |
| 2012                     | Trivandrum Lodge                       | Korah                                  |
| 2011                     | Beautiful                              | Advocate                               |
| 2009                     | Neelathamara                           | Balan                                  |
| 2006                     | Mahasamudram                           | Marakkar                               |
| 2003                     | Ivar                                   | Minnal Thankan                         |
| 2002                     | Shesham                                |                                        |
| 2002                     | Shivam                                 |                                        |
| 2002                     | Malayali Mamanu Vanakkam               |                                        |
| 2001                     | Vakkalathu Narayanankutty              | Jayaram's father                       |
| 2000                     | Punaradhivasam                         | Manoj K Jayan's father                 |
| 1999                     | Jalamarmaram                           |                                        |
| 1995                     | Agnidevan                              | Edakka                                 |
| 1991                     | Aparahnam                              |                                        |
| 1982                     | Gandhi                                 | Muslim in the crowd                    |

### Como director
| Año  | Título           |
| ---- | ---------------- |
| 2012 | Ivan Megharoopan |

### Como guionista
| Año  | Título                     | Director         |
| ---- | -------------------------- | ---------------- |
| 2019 | Batallón Edakkad 06        | Swapnesh K. Nair |
| 2016 | Kammatipaadam              | Rajeev Ravi      |
| 2012 | Ivan Megharoopan           | Él mismo         |
| 2005 | Policía                    | VK Prakash       |
| 2000 | Punaradhivasam             | VK Prakash       |
| 1997 | Manasam                    | CS Sudheesh      |
| 1995 | Thacholi Varghese Chekavar | TK Rajeev Kumar  |
| 1994 | Pavithram                  | TK Rajeev Kumar  |
| 1991 | Ulladakkam                 | Kamal            |
| 1991 | Tío bollo                  | Bhadran          |